# Tandwiel

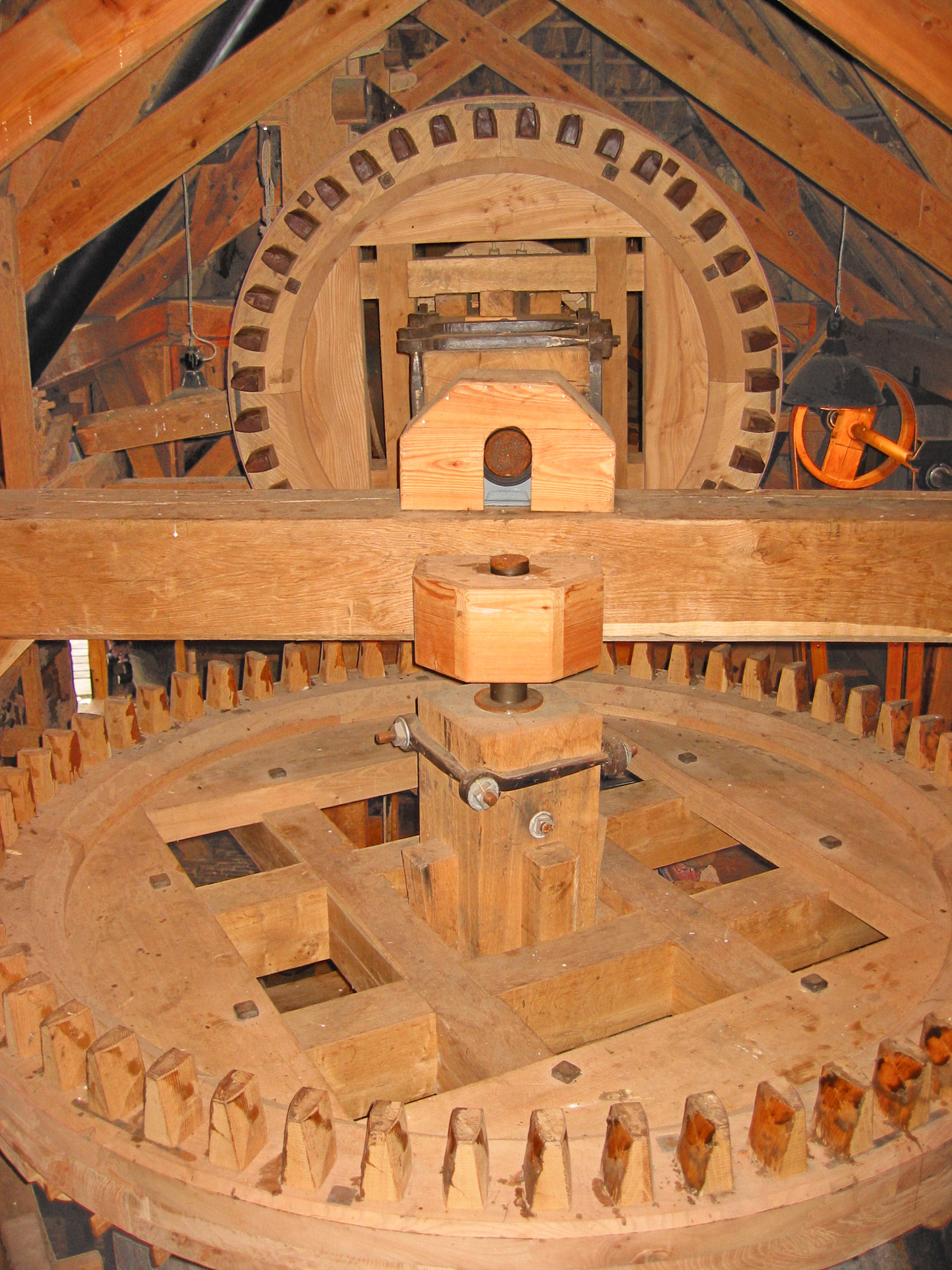
Haakse aandrijving onder een hoek van 90° van steenwiel door aswiel van Collse Watermolen

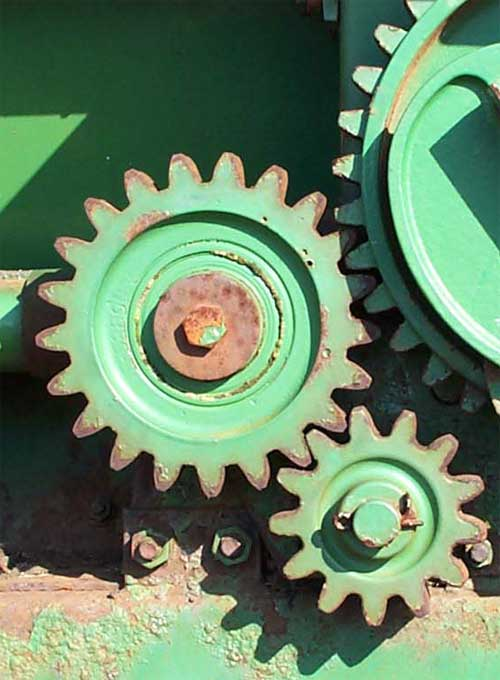
Tandwielen in een landbouwvoertuig

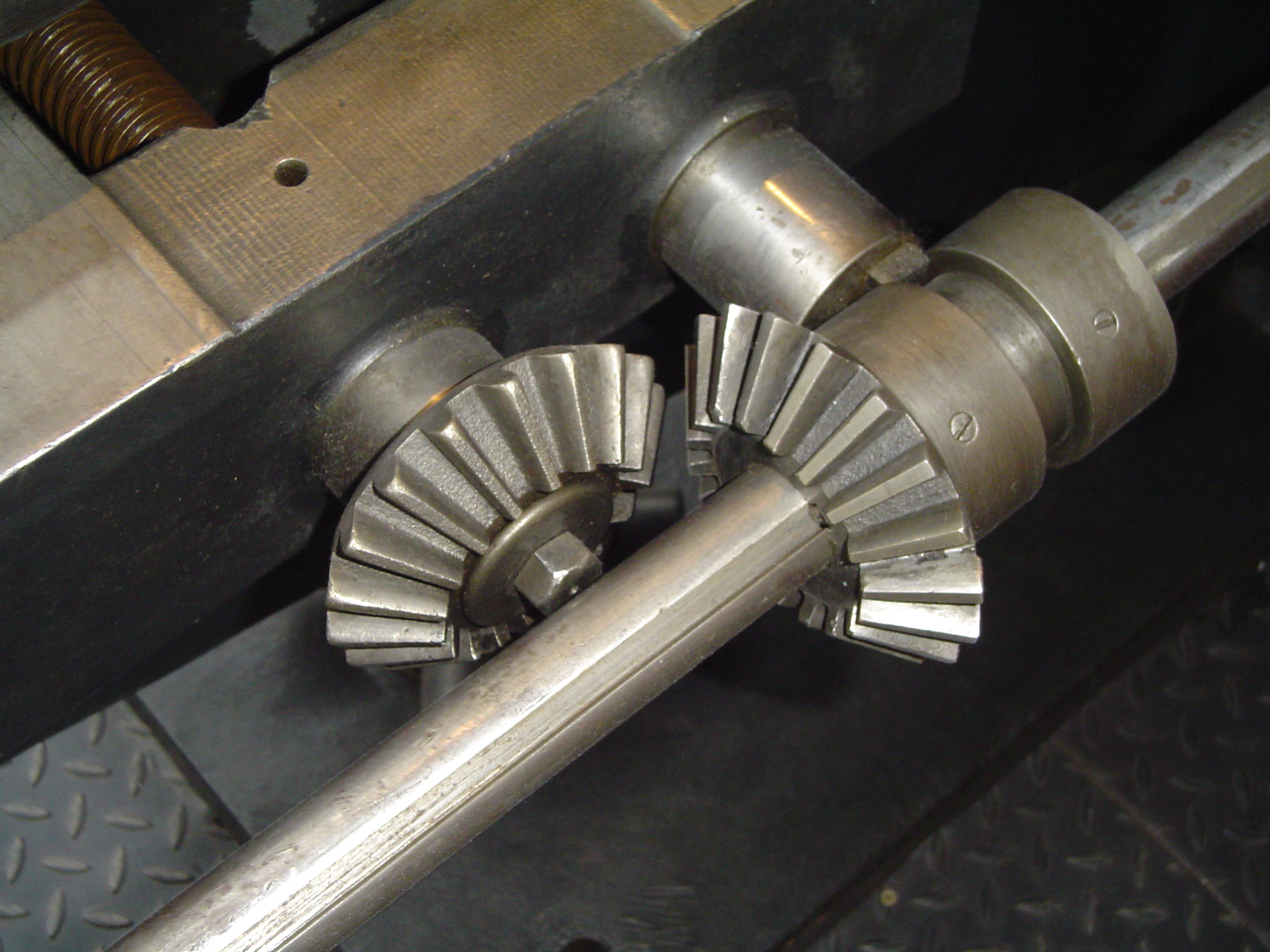
Conische tandwielen

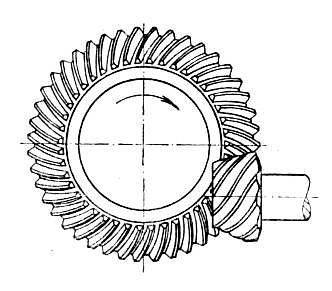
Hypoïde tandwiel

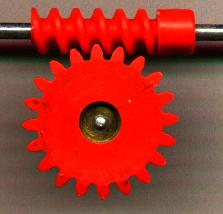
Worm met wormwiel

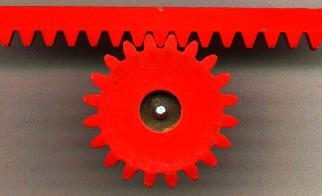
Tandwiel en -heugel

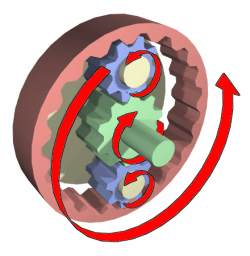
Planeetwielmechanisme

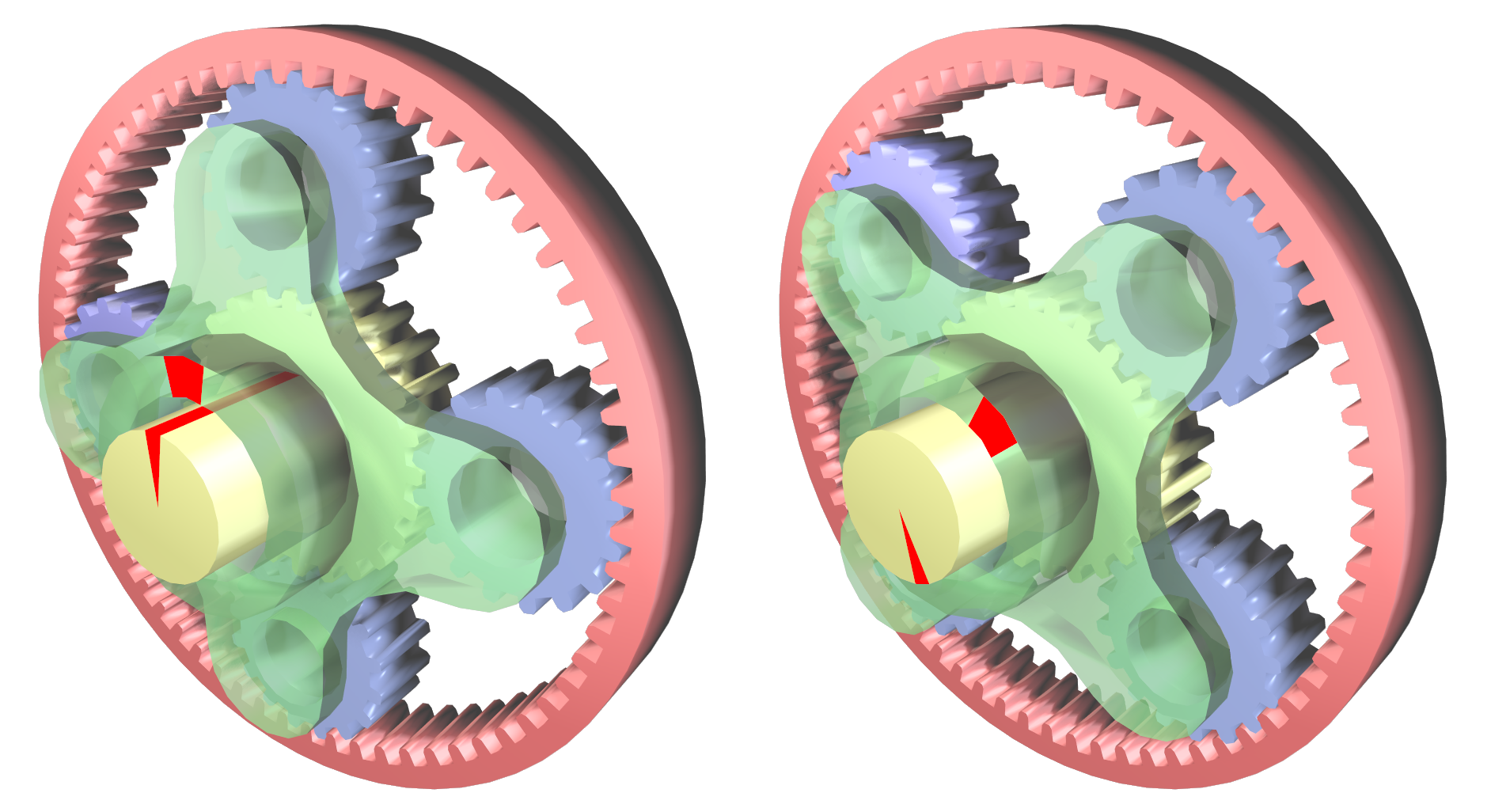
Overbrengingratio's

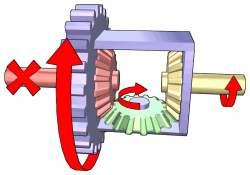
Geblokkeerd differentieel

Een tandwiel, tandrad  of kamrad is een getand onderdeel van een machine of constructie in de vorm van een wiel of een cilinder dat in combinatie met andere getande onderdelen gebruikt kan worden om beweging over te brengen of van snelheid of richting te veranderen. Een tandwiel brengt ook een koppel over. Een getand wiel dat niet direct, maar – via een ketting – indirect met een ander getand wiel in verbinding staat, wordt een kettingwiel genoemd.
Een tandwiel is een van de oudste middelen om beweging over te brengen. Wanneer de tanden van twee tandwielen in elkaar grijpen, zal het draaien van één tandwiel het andere dwingen om ook te draaien in tegengestelde draairichting (als beide tandwielen buitenvertanding hebben). Door twee tandwielen van verschillende diameters in te schakelen, kan een groter koppel worden verkregen bij een lagere omwentelingssnelheid, of omgekeerd.

## Materiaal
Een tandwiel kan van verschillende materialen gemaakt worden. In molens werden en worden overwegend houten wielen met houten kammen (tanden) toegepast. Bij watermolens komen ook gietijzeren wielen met houten kammen voor. Met de opkomst van het gietijzer werden gietijzeren tandwielen gemaakt. Tegenwoordig worden speciale legeringen gebruikt voor het maken van tandwielen.

## Typen

### "Normale", cilindrische tandwielen
In deze tandwielen is het profiel van de tanden de evolvente van de basiscirkel. Het aantal tanden bepaalt samen met de diameter de steek en de modulus. Men kan aantonen dat op die manier
- de tandwielen ten opzichte van elkaar rollen zonder glijden, langs de rolcirkels of steekcirkels zodat er veel minder slijtage aan de tanden ontstaat
- de tandwielen eenparig roteren, wat hoekversnellingen (en dus trillingen, vermoeiing en lawaai) tegengaat

De meeste tandwielen voor vermogensoverbrenging zijn daarom naar dit profiel gemaakt.

### Recht of cilindrisch
De tanden van het tandwiel zelf kunnen recht zijn, dat wil zeggen parallel lopen aan de as, of enigszins schuin op de as staan (cilindrische vertanding of ook wel schroeftandwiel). Alleen in het laatste geval zijn steeds twee of meer tanden van de twee tegen elkaar lopende tandwielen met elkaar in contact, zodat de loop met minder trillingen gepaard gaat. Schroefvertanding wordt onder meer toegepast in versnellingsbakken van auto's. Schroeftandwielen worden vaak - onjuist - als schuine tandwielen bestempeld, want schuine tandwielen worden gekenmerkt door een haakse overbrenging.
Een nadeel van schuine vertanding is dat er een axiale (evenwijdig aan de as) kracht ontstaat – de tandwielen hebben de neiging van elkaar af te schuiven. Dit wordt verhinderd door V-vormige vertanding te gebruiken (pijlvertanding). Het fabricageproces van deze tandwielen is van Russische oorsprong en werd in 1900 door de latere (1919) autofabrikant André Citroën gepatenteerd en in het logo van Citroën (double chevrons) verwerkt. In stoomgemaal Halfweg zijn nog tandwielen met V-vertanding van vóór dit patent aanwezig en in bedrijf, fabricaat Begemann, diameter 5 meter, geleverd in 1890.

### Kegelvormige tandwielen
Conische (kegelvormige) tandwielen worden gebruikt om roterende beweging over te brengen tussen snijdende assen. De beweging bestaat in het rollen zonder glijden van twee kegels, vandaar de naam kegelvormige tandwielen.

### Hypoïde tandwielen
Hypoïde tandwielen zijn speciale conische tandwielen waarbij de twee assen elkaar niet snijden maar kruisen. Ze worden bijvoorbeeld in auto's en vorkheftrucks gebruikt om de rotatie van de aandrijfas op de achteras over te brengen en zo de wielen aan te drijven.

### Worm en wormwiel
Een worm en wormwiel worden beschouwd als tandwielen. Wordt de "worm" (een spiraalvormig tandwiel) aangedreven, dan zal het wormwiel traag draaien (bijvoorbeeld één tand per omwenteling van de worm), maar met een hoog koppel. Probeert men omgekeerd het wormwiel als aandrijving te gebruiken, dan kan het systeem echter niet in beweging gekregen worden: de combinatie blokkeert zichzelf. aandrijving van wormwiel zou slechts kunnen wanneer de tanden op worm en wormwiel heel schuin worden uitgevoerd, hetgeen niet gebruikelijk is. Wordt een dergelijk systeem bijvoorbeeld gebruikt bij garagepoorten, waarbij de motor verbonden is met de worm, en de poort met het wormwiel, zal de poort niet naar beneden gaan wanneer de motor uitvalt.

### Tandheugel met rondsel
Een tandheugel zet de roterende beweging van een tandwiel of rondsel om in een lineaire beweging. Deze functie wordt bijvoorbeeld bij openen en sluiten van bruggen, stuurinrichting van auto's, draaibanken en tandradspoorweg gebruikt. Er wordt ook gesproken van een heugel/rondsel-overbrenging.

### Planeetwielmechanisme
Een planeetwielmechanisme is een systeem bestaande uit enkele uitwendig vertande tandwielen, en één inwendig vertand tandwiel (tandkrans). Als we veronderstellen dat het buitenste tandwiel stilstaat, zal de beweging van de eerste as (verbonden aan het binnenste tandwiel) de "planeten" doen draaien rond die as, zodat de as waarop de planeten bevestigd werden ook zal draaien. Veronderstellen we dat de as met de planeten stilstaat (zie afbeelding), dan draaien die tandwielen enkel rond hun as en wordt de draaiing van de eerste as omgezet in een draaiing van het inwendig vertande tandwiel.
Het voordeel van dit systeem is dat een zeer grote overbrengingsverhouding kan worden gerealiseerd.

### Harmonic drive
Een harmonic drive is een tandwieloverbrenging met een nog grotere overbrengverhouding dan een planeetwielmechanisme. Bij een harmonic drive, gebaseerd op het elastische vervormen van een tandring, is een vertraging van 100 op 1 mogelijk.

## Toepassingen

### Differentieel
In een differentieel zitten tandwielen met een vertanding op de zijkant in plaats van op de rand. Hierdoor wordt de draaiing van de krukas en eventueel de aandrijfas overgebracht naar de wielassen. Door een constructie met planeetwielen kan de auto probleemloos een bocht nemen. De wielas aan de buitenkant van de bocht draait nu sneller dan de wielas aan de kant van de binnenbocht. In modderig terrein is dit een nadeel, doordat het ene wiel kan gaan slippen en het andere wiel stil kan blijven staan. Om dit te voorkomen kan het differentieel tijdelijk geblokkeerd worden (sperdifferentieel).